# 鲍勃·马丁
鲍勃·马丁（英語：Bob Martin，1925年6月19日—2012年10月18日），美国男子赛艇运动员。他曾代表美国参加1948年夏季奥林匹克运动会赛艇比赛，获得男子四人单桨有舵手金牌。